# Antonio Prieto y Vives
Antonio Prieto y Vives (Mahón, Menorca, 22 de marzo de 1870 - Madrid, 17 de marzo de 1939) fue un ingeniero y numismático español.
Era sobrino del arabista Antoni Vives Escudero, catedrático de numismática. Licenciado en ingeniería de caminos, canales y puertos, fue Inspector del Cuerpo de Ingenieros, profesor de la Escuela del Cuerpo de Ingenieros y Comisario de Ferrocarriles. Interesado en la numismática andalusí, catalogó las monedas de la Real Academia de la Historia,  en la que ingresó en 1928 con una discurso sobre el  La formación del Reino de Granada. Murió al final de la guerra civil en un enfrentamiento entre los partidarios de Segismundo Casado y Juan Negrín.

## Obras
- Formación del reino de Granada (1928)
- Numismática qármata (1933)
- La reforma numismática de los almohades (1915)
- Los reyes de Taifas : estudio histórico-numismático de los musulmanes españoles en el siglo V de la Hégira (1926)